# Centro Cultural Hispano-Guineano
El Centro Cultural Hispano-guineano fue una entidad de derecho público creada al amparo del convenio de Cooperación Cultural entre Guinea Ecuatorial y España, conforme al cual «se compromete a fomentar y otorgar facilidades a los ciudadanos de ambas partes para la creación en el territorio de la otra de Centros o Establecimientos de carácter cultural destinados a fortalecer las relaciones humanas, espirituales y culturales entre ambos pueblos (...) y como una primera fase de su aplicación, el Gobierno español expresa su propósito de establecer un Centro Cultural hispanoguineano». 
Fundado en 1982, su principal sede estaba en la ciudad de Malabo, en el edificio del desaparecido Patronato de Enseñanza Media (Instituto Cardenal Cisneros de Santa Isabel, antigua Calle General Mola). En octubre del 2003, tras dos décadas de funcionamiento, expira el patronato binacional que regía la institución y toman el relevo el Centro Cultural de España en Malabo y el Centro Cultural de España en Bata de la Agencia Española de Cooperación Internacional, integrando ambos centros la Red de Centros Culturales de la Cooperación Española en África.
Fue dirigido entre otros por Germán de Granda (1981-1983), Julián Donado Vara (1983-1985), Carlos Guerrero Carranza (1985-1987), Jesucristo Riquelme Pomares, Esteban Díaz-Maroto Martínez, Ignacio Sánchez Sánchez (1991-1996), José Luis Márquez Ocaña (1998) y Enrique León Chacón, así como Donato Ndongo-Bidyogo (1985-1992) y Ciriaco Bokesa Napo como directores adjuntos.
Ambos (director y director adjunto "para asuntos iberoamericanos") eran nombrados por un Patronato binacional, cuya constitución el 12 de octubre de 1981 fue el primero ejercicio de gestión mixta de la Red de Centros Culturales de la Cooperación Española.

## Actividades

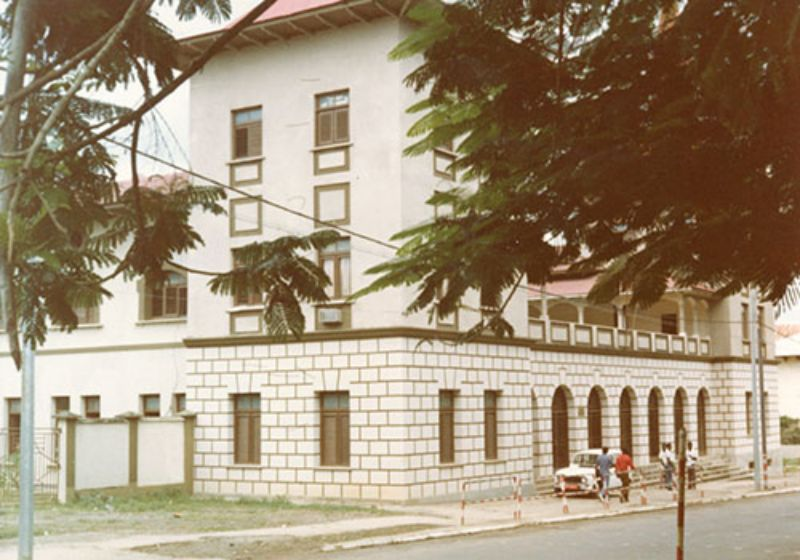
El Centro Cultural Hispano-guineano fue creado en 1983 al amparo del convenio de Cooperación Cultural entre Guinea Ecuatorial y España. Dos décadas después evolucionó en el actual Centro Cultural de España en Malabo y Bata. La imagen es de 1993.

Su reglamento de régimen interno establecía (art.2º) como sus fines: 
a. El Desarrollo de la vida cultural de Guinea Ecuatrial con especial atención al estudio, investigación y divulgación de los valores culturales propios.
b. El Desarrollo en Guinea Ecuatorial de los valores de la cultura hispánica, como parte esencial de la personalidad del país.
c. La difusión de los valores culturales universales.
Durante su existencia fue una de las principales entidades culturales ecuatoguineanas y decidido promotor de «La organización de conferencias o ciclos de difusión y estudio de las culturas respectivas, de manifestaciones o actividades artísticas o literarias, de bibliotecas, discotecas o colecciones de material audiovisual, de viajes, de proyección de cintas cinematográficas, de representaciones teatrales, de audiciones musicales o de exhibiciones folklóricas de arte y danzas populares, de competencias deportivas, así como cualquier otra actividad de carácter y finalidad similares».
Conformó desde sus inicios una agenda cultural cuyas líneas generales respondían a las recomendaciones del Congreso Hispano-Africano de Cultura celebrado en Bata en 1984.
Desde el inicio se dotó de aulas de formación y creación en diferentes disciplinas, incluyendo teatro y artes escénicas con Marcelo Ndong, pintura con Eva Alcaide, audiovisuales con "Pepe Spilber" (José Hernández Moralejo), talla con Fernando Nguema, cerámica, radio, escritura... 
El Centro Cultural organizaba, además, diversas actividades tales como recitales, certámenes literarios, exposiciones y cursos de lenguas fang, bubi y española entre otros eventos.
Contó con su propia emisora de radio "África 2000", con Rafi de la Torreo como conductora, y un dinámico programa de educación radial, denominado Centro África de Educación Permanente de Adultos con sede central en Bata y subcentral en Malabo. Se completaba con una revista cultural trimestral denominada África 2000 y la revista mensual El Patio. Su editorial, Ediciones del Centro Cultural Hispano-Guineano está dedicada a escritores ecuatoguineanos, tanto los consagrados como las jóvenes promesas.
Su festival de música hispana permitió identificar y consolidar músicos locales, que como el dúo de Las hijas del sol pudieron transcender fronteras. Surgen así propuestas que logran internacionalizarse como "Malabo Strit Band" MSB, con David Owono (guitarras), Pepe Dougan (teclados), Alex Ikot (batería) y la cantante Muana Sinepi.
El Centro contaba igualmente con un pabellón deportivo, sede entre otros del equipo de fútbol CD Cultural en el que se inició Camilo Nvo bajo la dirección de Rocky Marciano Bueriberi y albergó hasta la creación de la UNGE al Centro asociado de la UNED en Malabo.
Su capacidad de irradiar cultura en todo el país se multiplicaba a través de una densa red de espacios comunitarios y teleclubes en zonas rurales, así como el Centro asociado de la UNED en Bata y los centros de apoyo de la universidad en la zona insular y continental: «Se organizó, desde los modestos medios del Centro Cultural, una importante labor de extensión cultural por todo el país, tanto en la isla de Bioko como en al parte continental, creando bibliotecas y clubes de cine en varias localidades como Rebola, Lubbá, Basakato, Baneyu, todas en la isla de Bioko. En la parte continental, con la inestimable colaboración de la UNED, que ya tenía un centro en Bata, se abrieron bibliotecas en Niefang, Mbini, Kogo y Ebebiyín». En la zona continental además de la UNED (en 1991 llegó a contar con 7 subsedes), se apoyó en el Consulado General, Colegio Español, Asociación Manuel Iradier en Kogo y algunas de las entidades religiosas en la zona. 

## Publicaciones

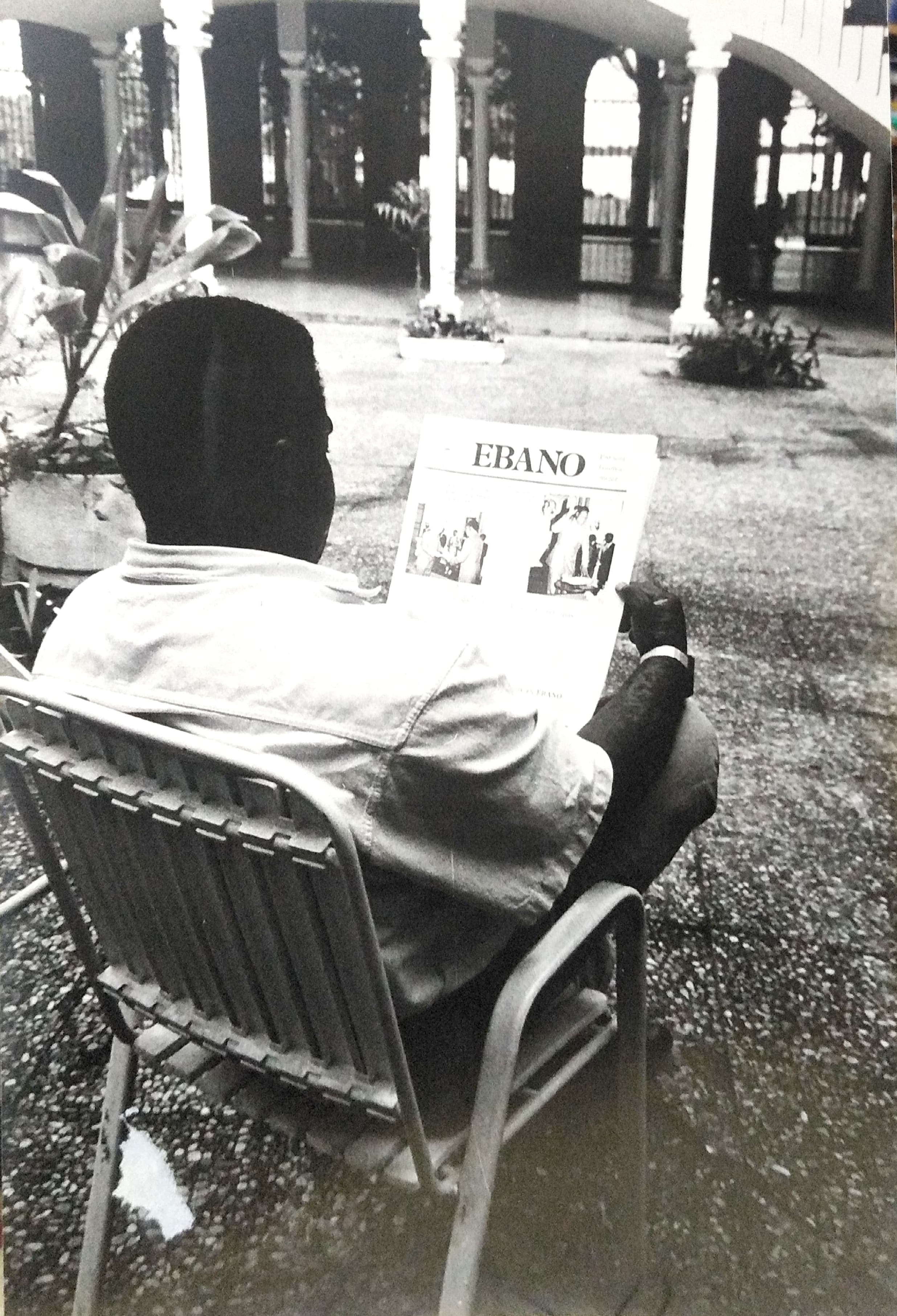
Lector del Periódico Ébano en el patio del CCHG.

«La AECI y su CCH-G se convirtieron en la editorial de libros tanto literarios como de ensayo; estos eran impresos bien en España (con ISBN), bien en Guinea Ecuatorial (en offset y sin ISBN). Entre los primeros encontramos Sueños en mi selva (Antología poética) de Juan Balboa Boneke (1987, y con ISBN) o El reencuentro: el retorno del exiliado del mismo autor (1985, impreso en España y sin ISBN), etc. Entre los segundos destacan El párroco de Niefang (1996) y Huellas bajo tierra (1998), ambos de Joaquín Mbomío Bacheng; Voces de Espuma (1987), de Ciriaco Bokesa Napo; Álbum poético (1996), de Jerónimo Rope Bomabá; Delirios(1991), de María Nsué Angüe; Adjá-Adjá y otros relatos (1994), de Maximiliano Nkogo Esono, etc».
Entre los títulos publicados se destacan, en narrativa "El amigo fiel" (1987) de Ana Lourdes Sohora, "Afén, la cabrita reina" (1989) y "La última lección del venerable Emaga Ela" (1991) de Antimo Esono Ndongo, "Boote-Chiba" (1990) de Pedro Cristino Bueriberi; en poesía se pueden destacar "Gritos de libertad y de esperanza" (1987) de Anacleto Oló Mibuy, "Delirios" (1991) y "Cuentos de la Vieja Noa" (1999) de María Nsué Angüe. En el ámbito del ensayo también ha publicado diversas obras, como el "Curso de Lengua Bubi" (1991, ISBN 84-7232608-X) de Justo Bolekia Boleká.
Otros autores reconocidos de "Ediciones del Centro Cultural Hispano-Guineano" son Maximiliano Nkogo ("Adjá-Adjá y otros relatos"), José F. Siale Djangany ("Cenizas de kalabó y termes"), Juan Tomás Ávila Laurel y Jerónimo Rope.

## Biblioteca
Al cierre del proyecto Centro Cultural Hispano Guineano, su biblioteca compuesta por 12.000 volúmenes fue reasignada a la futura Biblioteca Nacional de Guinea Ecuatorial.

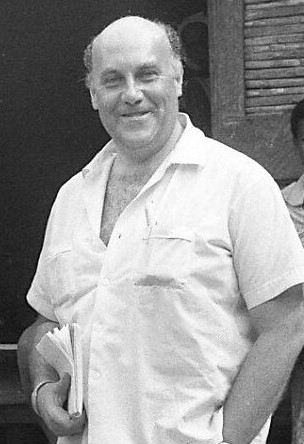
Germán de Granda, lingüista y primer director del CCH-G.
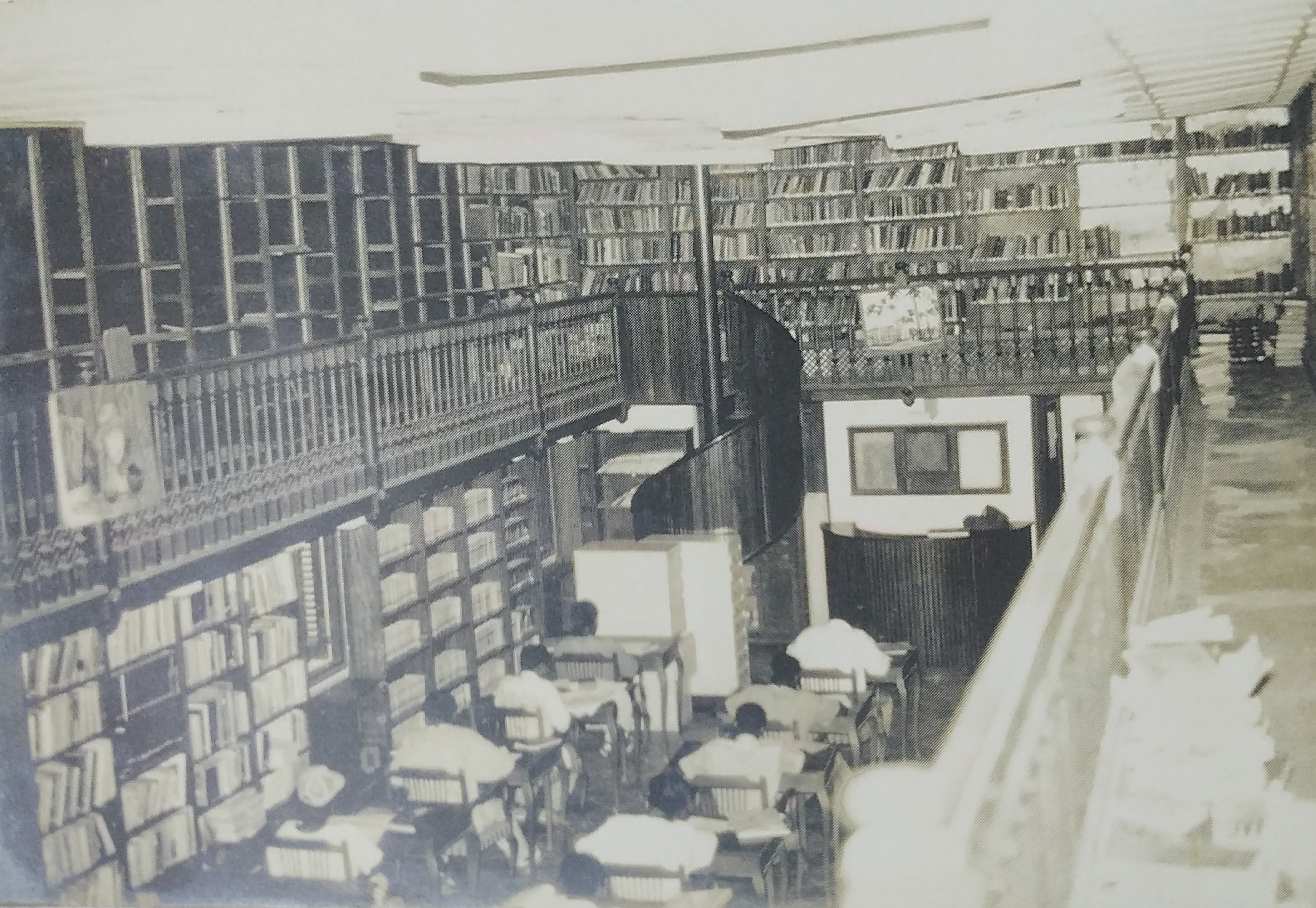
Biblioteca del CCH-G.
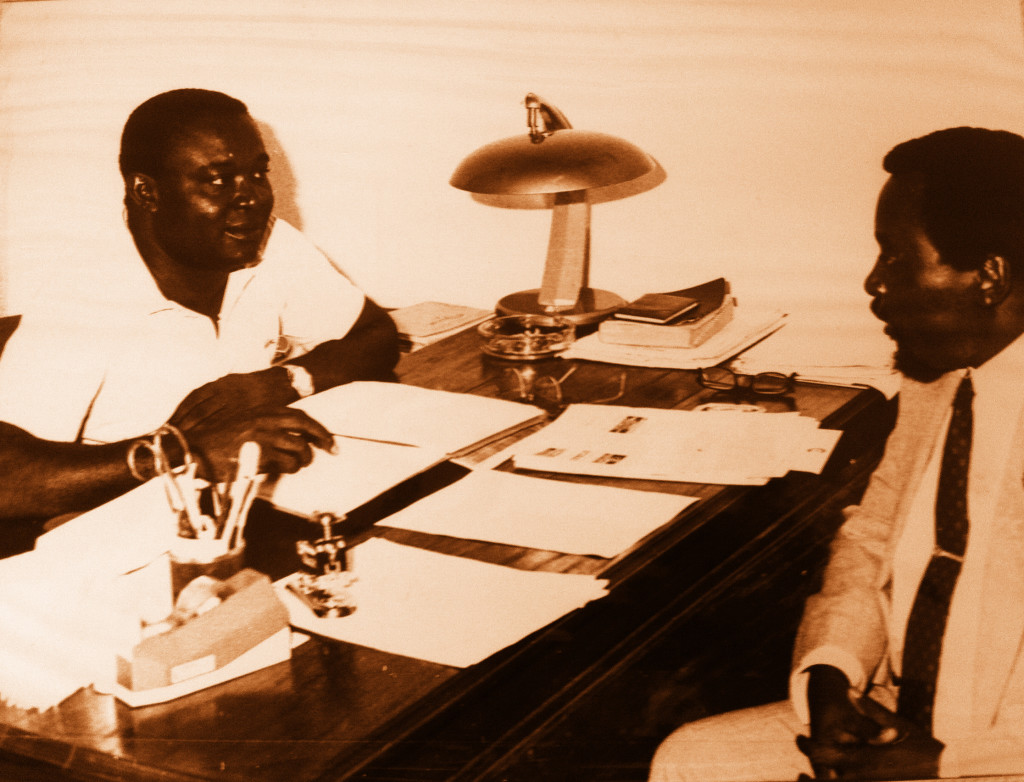
Donato Ndongo, director adjunto del CCH-G en su despacho, con el ministro Leandro Mbomío.
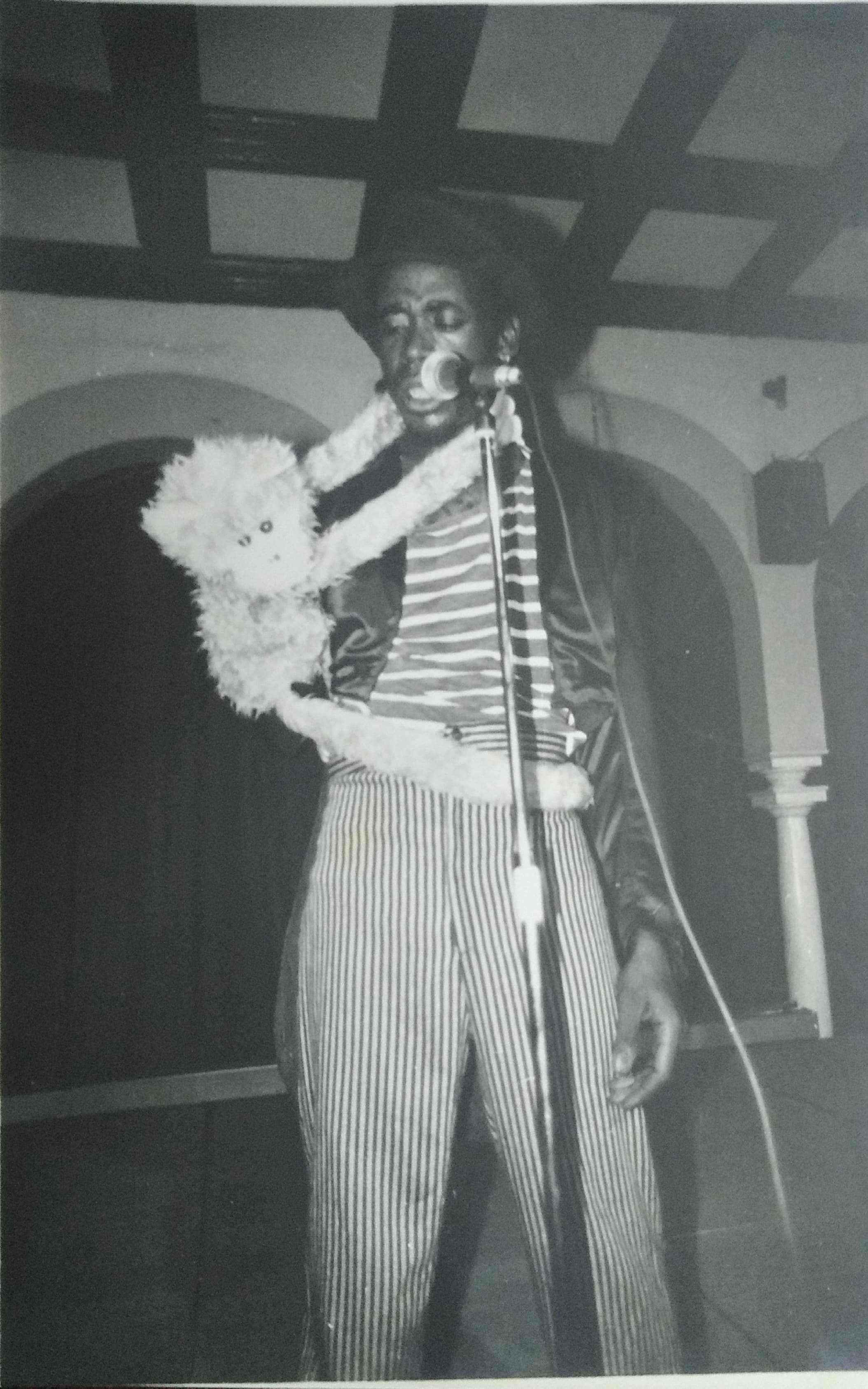
Marcelo Ndong con el monito Tobías.
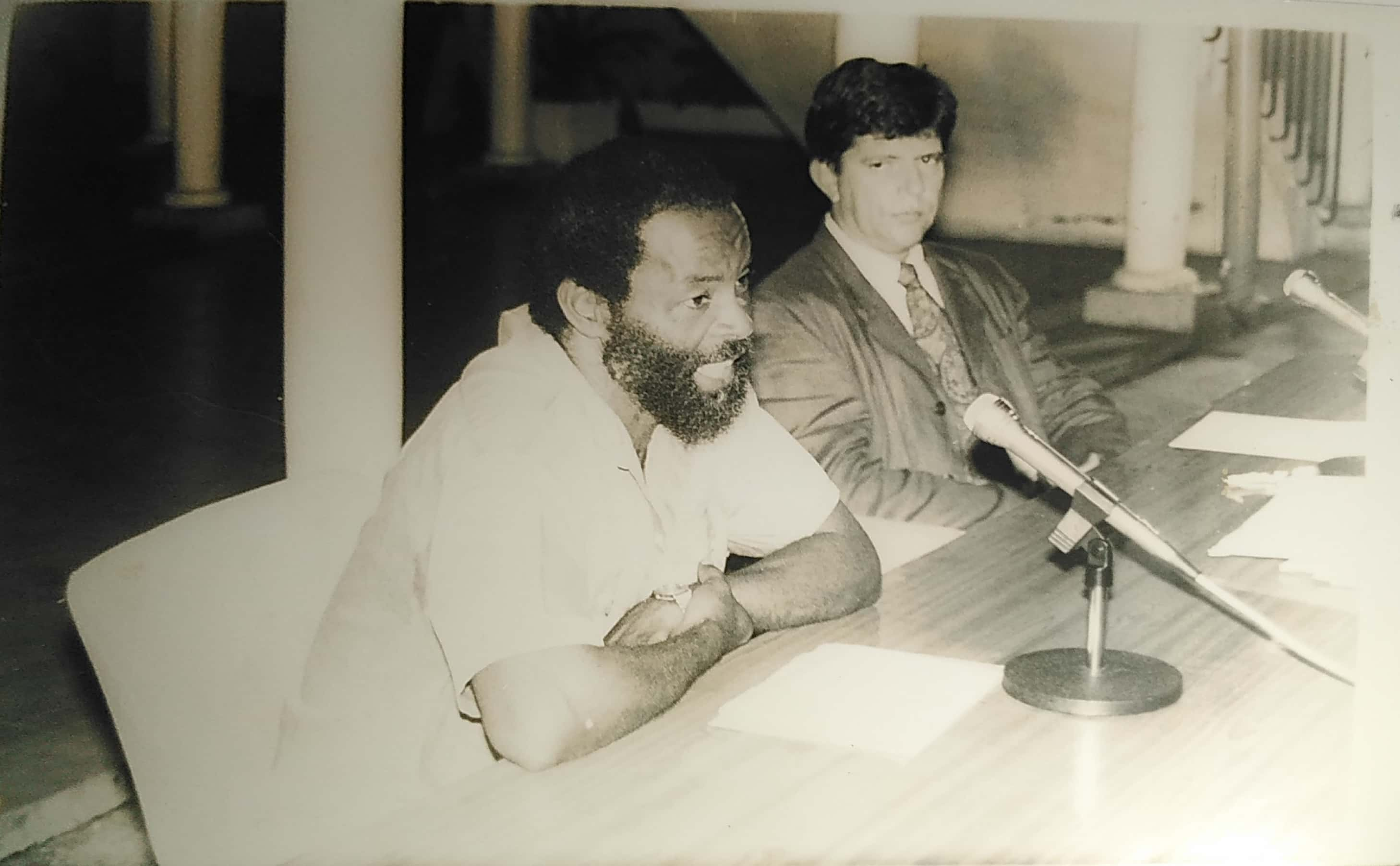
Presentación de "Curso de Lengua Bubi" a cargo de Justo Bolekia.
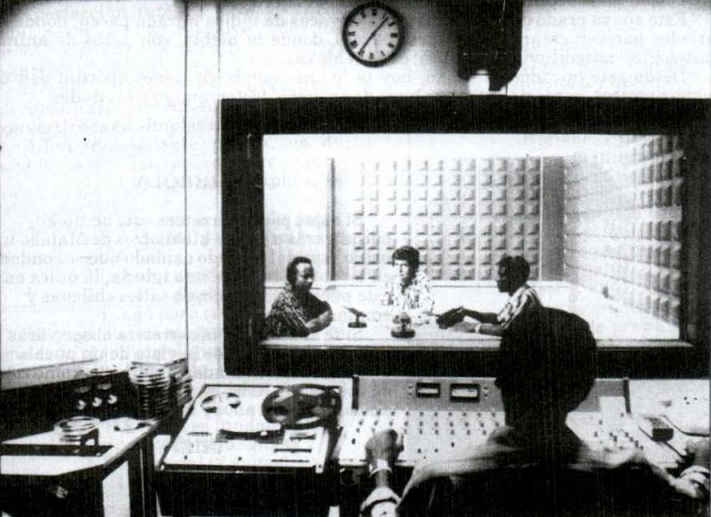
Grabación del programa cultural "El Patio" en radio África 2000.
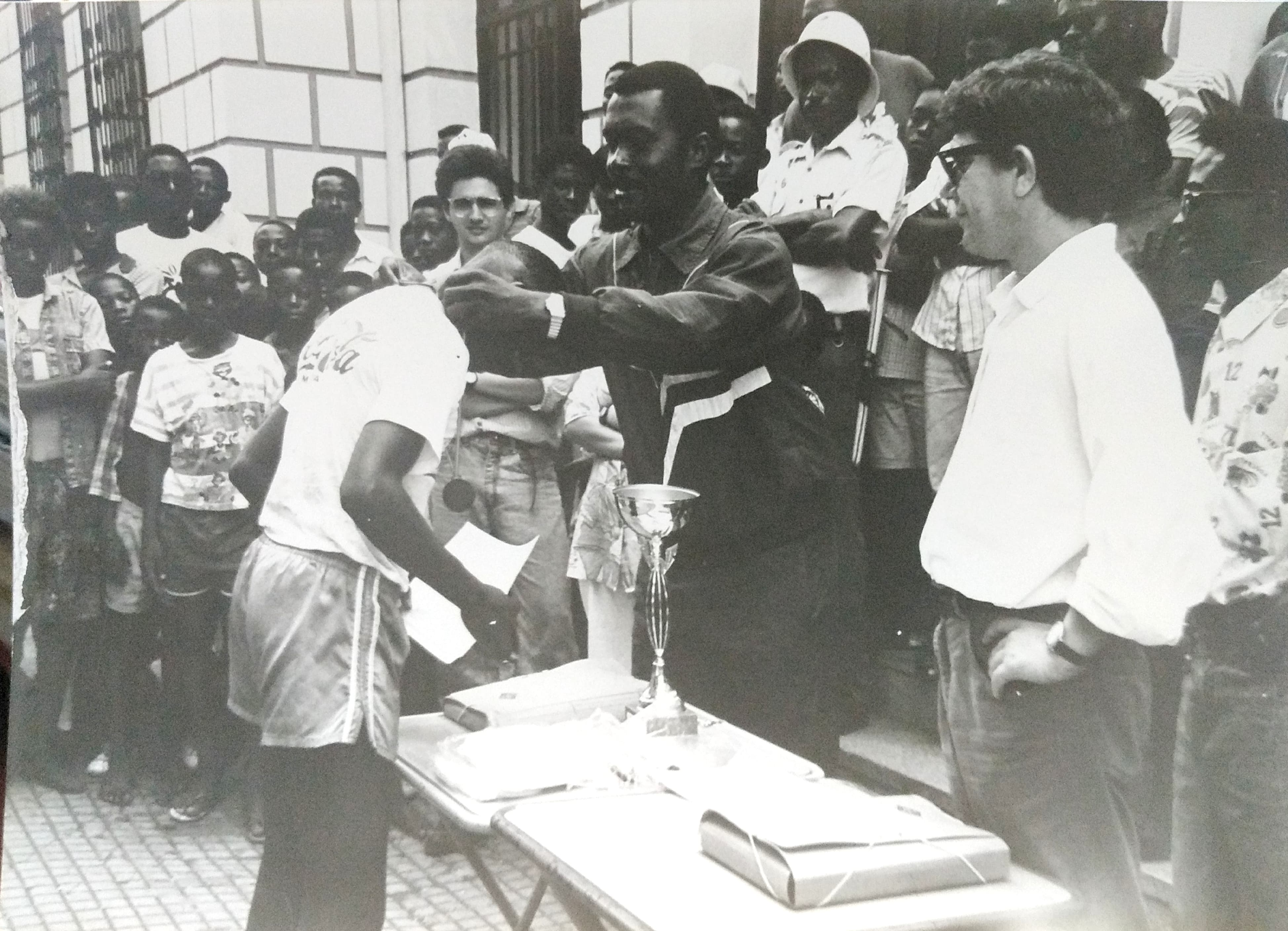
I Vuelta ciclista Miguel Indurain a la Isla de Bioko.
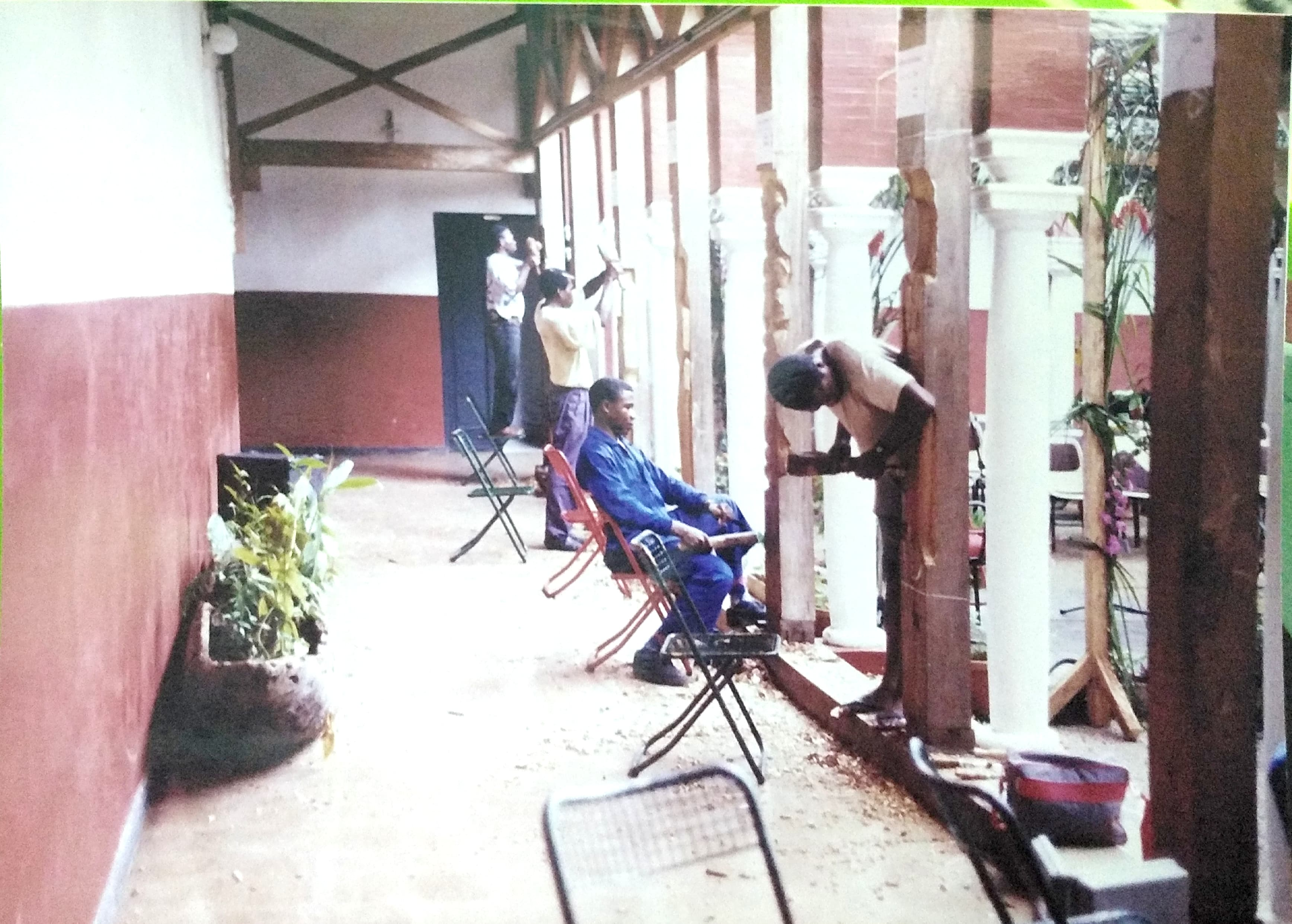
Aula de talla en madera a cargo de Fernando Nguema.
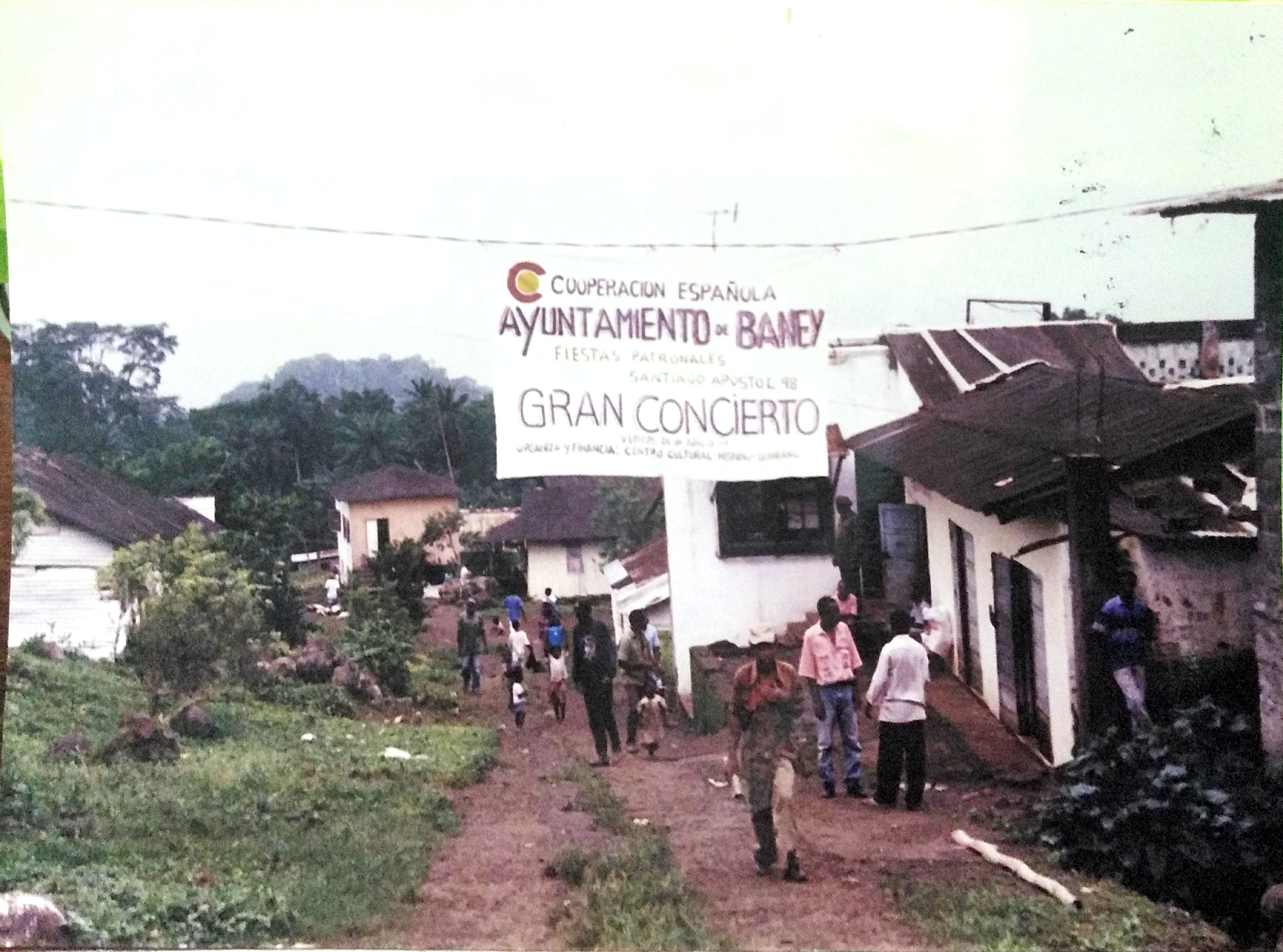
Extensión cultural en el municipio de Baney.
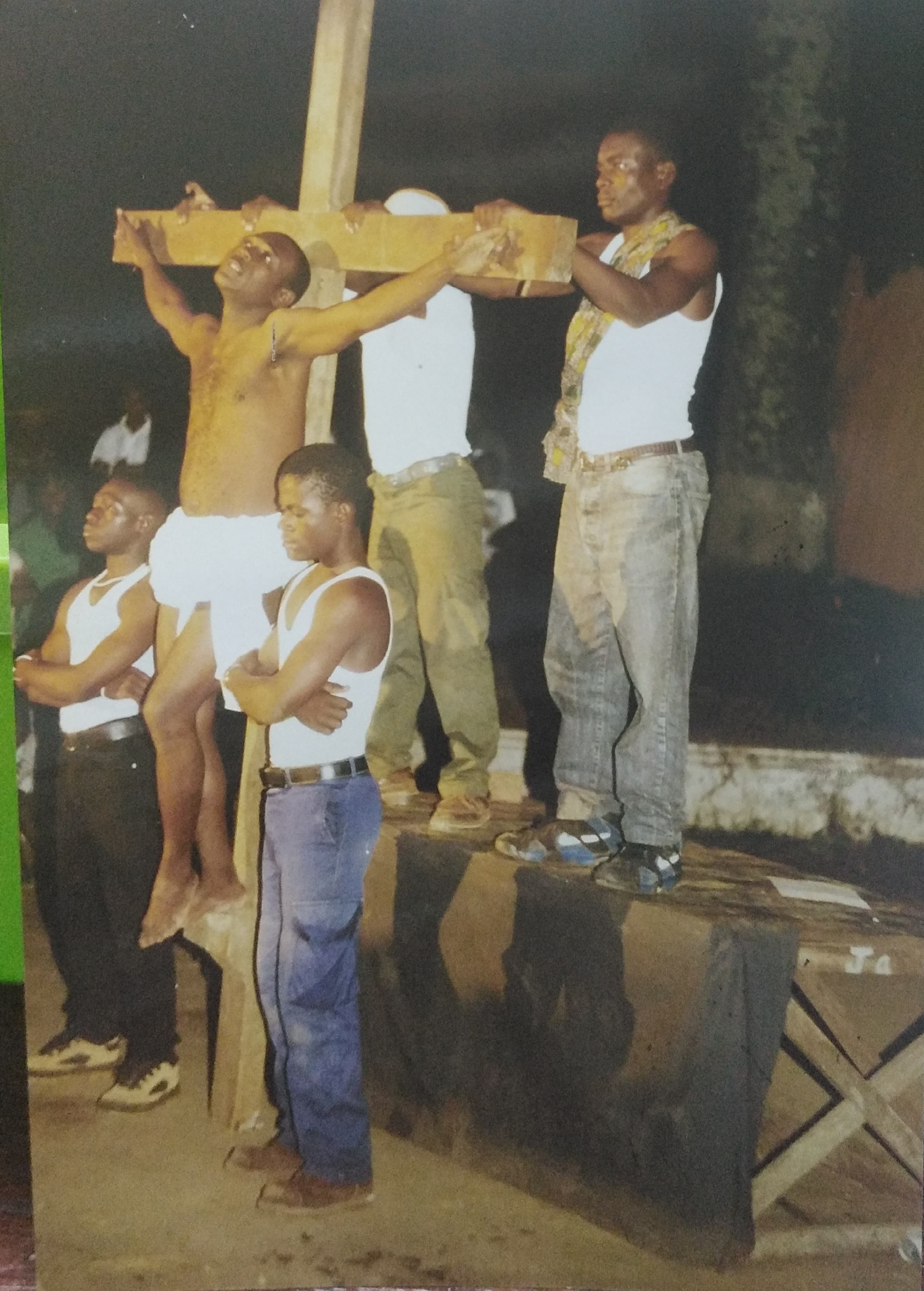
Producción de la ópera rock "Jesucristo Superstar".
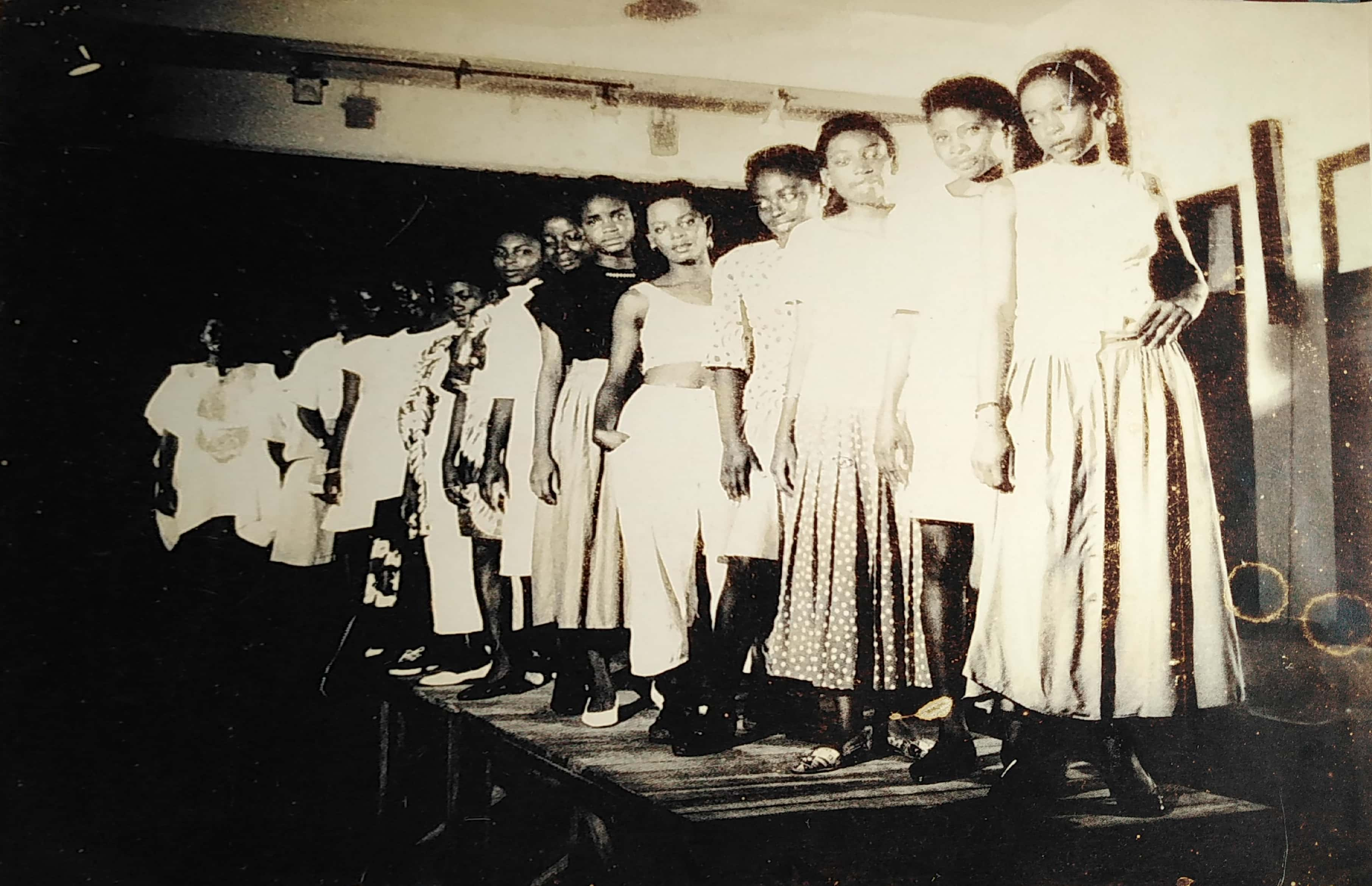
Elección de Miss CCH-G por el 10º aniversario.

Coincidiendo con los 40 años de programas de cooperación hispano-guineanos, la Biblioteca de AECID, conjuntamente con las bibliotecas de los actuales Centros Culturales de España en Bata y Malabo generaron el portal Fondo Digital de Guinea Ecuatorial, con libros, catálogos de exposiciones, periódicos, revistas, mapas, registros sonoros y fotografías de las publicaciones institucionales de la Agencia (incluyendo especialmente las del desaparecido Centro Cultural Hispano-Guineano) así como el fondo antiguo de la Biblioteca Hispánica.